# Legionslager Betthorus
Das Legionslager Betthorus, das durch die Notitia Dignitatum, ein spätantikes Staatshandbuch, unter dem Namen Bethorus bekannt wurde, ist ein spätrömisches Militärlager, dessen Garnison für den Grenzschutz in einem Abschnitt des transjordanischen Limes Arabicus entlang der Wüstengrenze zuständig war. Später nutzte auch das Byzantinische Reich den Militärstandort für gleiche Zwecke. Allem Anschein nach wurde die bereits seit dem frühen 6. Jahrhundert vernachlässigte Anlage mit einem auch an anderen östlichen Grenzposten zu beobachtenden Truppenabzug im Jahre 530 n. Chr. aufgegeben. Eine letzte Nachnutzung endete mit dem großen Erdbeben des Jahres 551 n. Chr. Das bis heute oberirdisch im Grundriss gut sichtbare Kastell befindet sich auf dem Kerak-Plateau in unmittelbarer Nähe zur modernen Siedlung Lejjun, knapp 20 Kilometer nordöstlich der Stadt Kerak im Gouvernement al-Karak in Jordanien. Das gleichfalls spätrömische Kastell Khirbet el-Fityan befindet sich nur 1,50 Kilometer westnordwestlich des Legionslagers auf rund 800 Höhenmetern.

## Lage

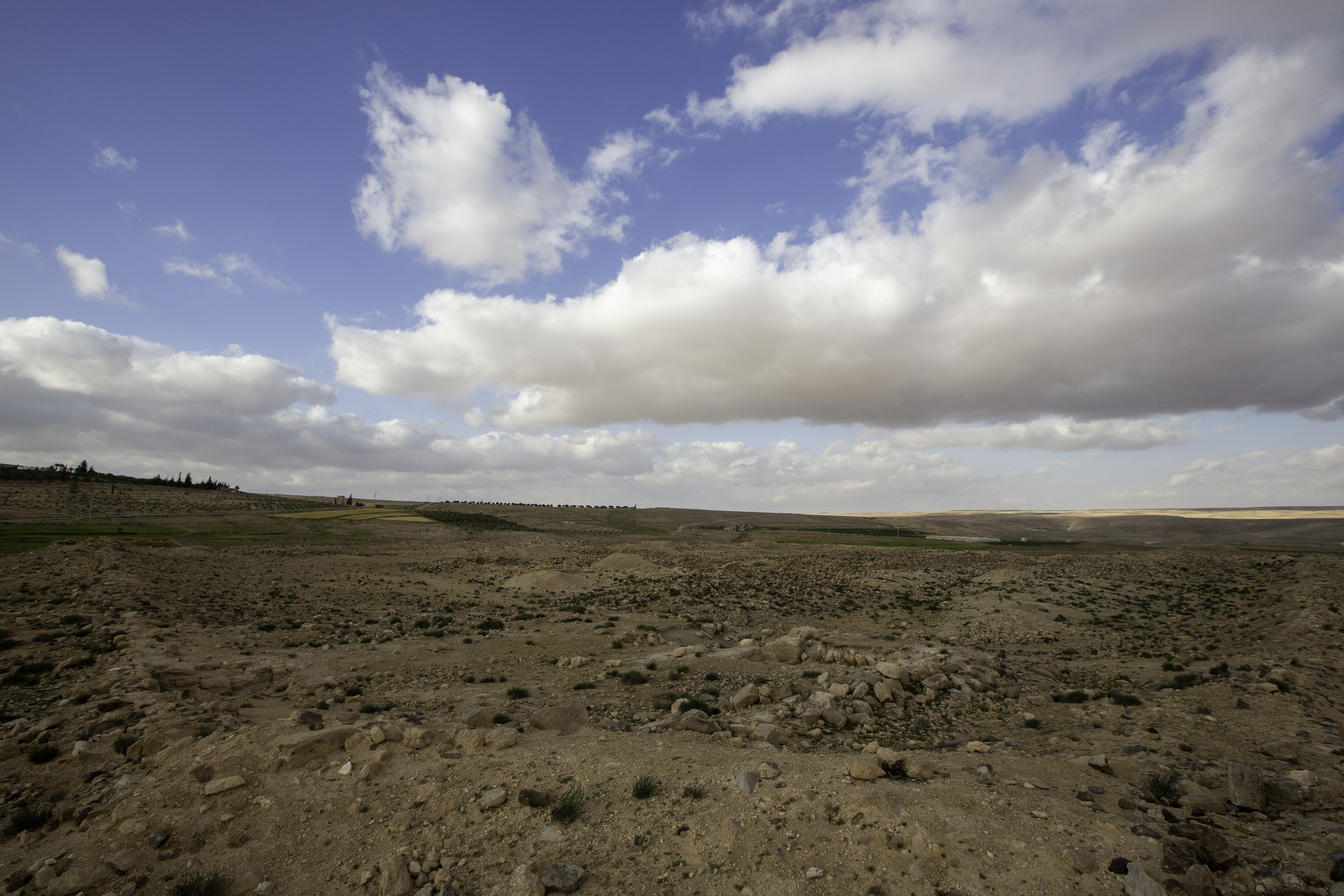
Die Landschaft am Wadi el-Lejjun

Ein im Jahr 2003 begonnenes Langzeitprojekt der amerikanischen Paläoanthropologin und Archäologin Jennifer E. Jones, die bereits an dem von 1980 bis 1989 gelaufenen Limes-Arabicus-Projekt des amerikanischen Provinzialrömischen Archäologen Samuel Thomas Parker (1950–2021) beteiligt war, konzentrierte sich auf die Erforschung der vorgeschichtlichen Fundstätten von Lejjun. Jones untersuchte dabei westlich des Legionslagers neben einer Menhir-Reihe unter anderem eine große frühbronzezeitliche Befestigung. Die seit Jahrtausenden genutzte Attraktivität des Geländes wird auch durch die wesentlich älteren paläolithischen Silex-Funde unterstrichen.
Der bis in die Spätantike fundfreie Bereich, auf dem das Legionslager errichtet wurde, befindet sich rund 14 Kilometer östlich der Via Nova Traiana und unmittelbar südlich über dem nur wenige Meter tiefer gelegenen Wadi el-Lejjun, das zum Einzugsgebiet am Oberlauf des Wadi Mudschib gehört. Die Entscheidung für diesen Standort wurde wohl aufgrund der nahegelegenen, strategisch bedeutenden Quelle Ain Lejjun getroffen, die sich rund 500 Meter westlich des Legionslagers befindet. Eine besondere Bedeutung erhält diese Quelle zusätzlich durch ihre Lage an der östlichen 200-Millimeter-Regenfallgrenze. Die als nicht besonders günstig anzusehende militärische Position des Legionslagers in einem flachen, „nach Osten offenen Tal, das im Norden und Süden von leichten Hügeln, im Westen von dem etwas steileren Absturz des hier endigenden Hochlandes von Moab begrenzt ist,“ sollte nach Ansicht von Parker durch das nahe, wesentlich höher gelegene Kastell Khirbet el-Fityan ausgeglichen werden, das über dem nördlichen Ufer des Wadi Lejjun an einem dort rund 70 Meter tief abfallenden Prallhang errichtet wurde. Die römischen Planer hatten diese Örtlichkeit mit Bedacht auf eine exzellente Fernsicht hin zur westlichen jordanischen Wüste gewählt. Khirbet el-Fityan hat nach Parker durch seine günstige Lage zusammen mit den nahe gelegenen Wachtürmen wohl die Rolle der „Augen und Ohren“ für das Legionslager übernommen. Zudem konnten die Einsatzkräfte der Grenzschutzkommandos auf den Wachtürmen über das als Signalstation genutzte Khirbet el-Fityan und das unmittelbar östlich gelegene Rujm Beni Yasser mit Betthorus kommunizieren.

## Forschungsgeschichte

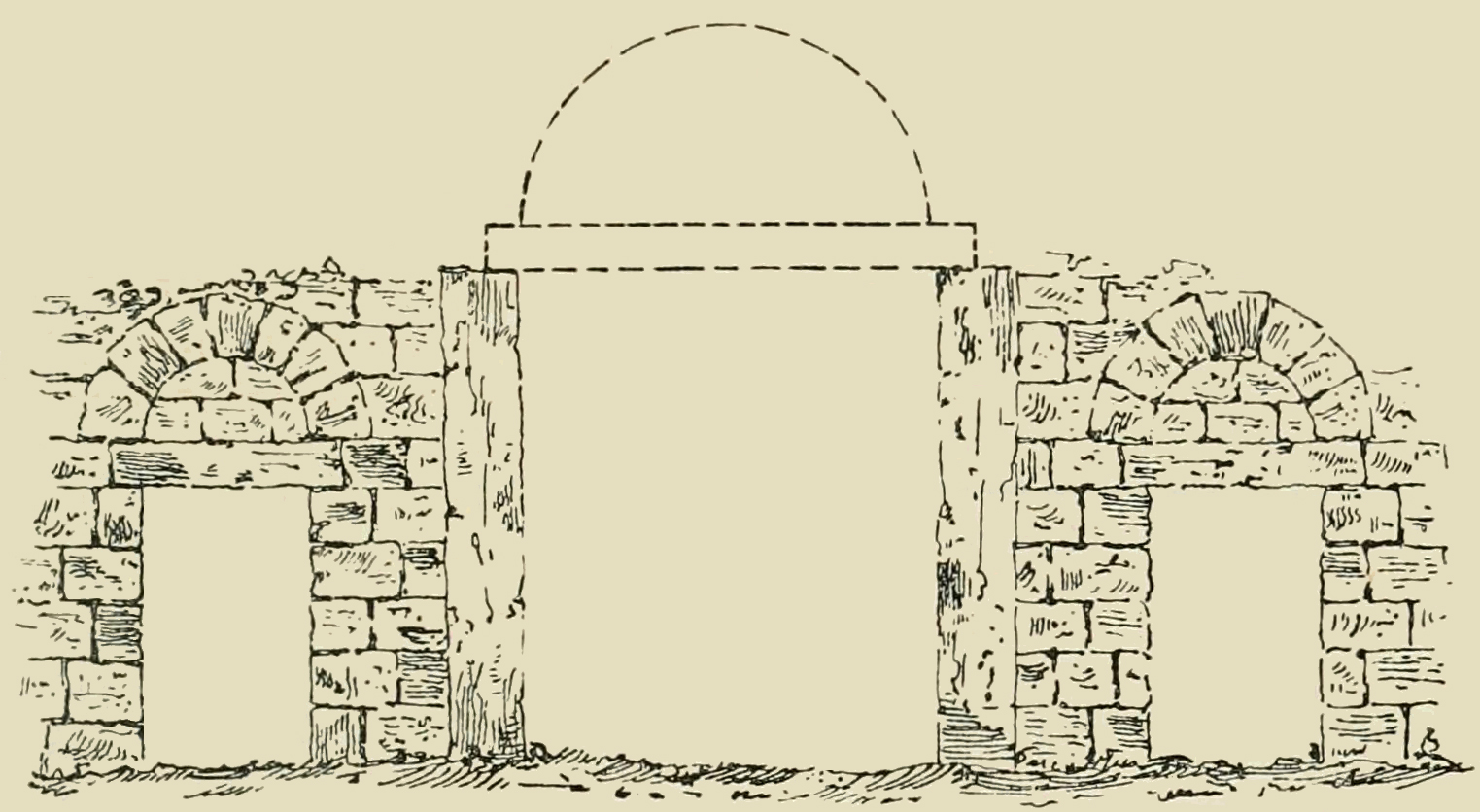
Statt des in Wirklichkeit einspurigen Südtores, wie im Bericht von Frederick J. Bliss 1895 angegeben, zeigt seine Zeichnung wohl die bis heute höher erhaltene dreispurige Porta principalis sinistra, das Nordtor. Zu Bliss’ Zeiten befand sich das Tor allerdings in einem baulich noch besseren Zustand.

Bereits früh wurde der Ruinenort von Forschungsreisenden zumindest genannt oder selbst aufgesucht. Der deutsche Orientalist Ulrich Jasper Seetzen (1767–1811) berichtete von einem alten befestigten Ort namens Ledschûn. Er hielt es für möglich, dort das römische Castra Arnonensia zu vermuten. Er selbst war jedoch nie in Lejjun. Der erste Forschungsreisende, der den Fundort aus eigener Ansicht kennenlernte, war 1876 der Brite Charles Montagu Doughty (1843–1926). Der Provinzialrömische Archäologe Josef Mühlenbrock nannte Doughty daher als den Wiederentdecker des römischen Garnisonsorts. Im Jahre 1888 berichtete Doughty über seine Beobachtungen. Vor ihm lag das aus Kalkstein errichtete Mauergeviert der Ruinenstadt Lejun. Die Umfassungsmauer sowie die Ecktürme waren als Trockenmauerwerk ausgeführt und mittig in jeder Mauerseite befand sich ein Tor. In den Ruinen sah er viele erhaltene Rundbögen, die mörtellos zusammengefügt waren. Neben den Mauerresten innerhalb des Gevierts bemerkte er auch die davorliegenden Baureste. Doughty fragte sich, ob der Begriff „Lejun“ vielleicht mit dem lateinischen „Legio“ gleichzusetzen ist und überlegte, ob man in den Bauresten eine römische Militärstation sehen könne. Obwohl sich schon früh der römerzeitliche Charakter der Anlagen für die Forscher andeutete, gab es für den österreichischen Orientalisten Siegfried Langer (1857–1882) im Jahre 1881 nicht den geringsten Zweifel daran, in den Ruinen die Reste einer moabitischen Stadt zu sehen. Er wollte außerhalb der Mauern auch einen moabitischen Opferaltar erkannt haben und fühlte sich von der Bibel in seiner Vermutung recht geleitet, hier die Reste der Stadt ’Ar vor sich zu haben. Nach Langer kam auch der amerikanische Biblische Archäologe Frederick J. Bliss (1859–1937) im März 1895 an diesen Platz. Er stellte unter anderem den starken Zerstörungszustand der Ruinen fest und schloss seinen Bericht von 1895 mit den Worten: „Das Ganze deutet auf eine römische Militärstadt hin, mit starken Außenmauern und Türmen sowie symmetrisch angeordneten, aber grob gebauten Baracken im Inneren für die Soldaten und ihre Familien.“ Bliss legte als erster auch einen stilisierten Plan des Legionslagers vor und veröffentlichte zu seinem Bericht die Zeichnung eines Kastelltores. Diese skizzenhafte Zeichnung zählt heute zu den wesentlichen Beiträgen, die der Besuch von Bliss hinterließ. Allerdings täuschte er sich bei der Benennung des Tores, als er es das „Südtor“ nannte. Denn auf seiner Zeichnung ist eines der beiden dreiportaligen Tore des Kastells zu sehen. Das Südtor, die Porta principalis dextra, selbst besitzt lediglich eine einspurige Zufahrt. Mit drei Portalen ist lediglich das Osttor, die Porta praetoria, oder das Nordtor, die Porta principalis sinistra, der Anlage ausgestattet. Da das Nordtor bis heute besser erhalten geblieben ist, wird die Zeichnung wahrscheinlich auch dieses Tor zeigen. Damals war das Tor noch in einem wesentlich besseren Zustand erhalten, als es sich heute präsentiert. Deutlich sichtbar sind auf der Zeichnung daher die Entlastungsbögen über den beiden kleineren Seitenportalen. Bliss bemerkte auch lange dünne Steinplatten, wie sie früher auch im Hauran zur Dacheindeckung verwendet wurden. Bei seinem Besuch im April 1896 unterstrich auch der französische Assumptionist und Byzantinist Siméon Vailhé (1873–1960) nochmals ganz deutlich, in „Ledjoun“ ein römisches Legionslager zu sehen und gab seinen Auslassungen zwei Photographien und einen weiteren Grundriss bei. Im August 1896 besuchte auch der bekannte Orientalist Alois Musil (1868–1944) erstmals das Ruinengelände. Dieser Besuch war nicht sein letzter in Lejjun. Musil dokumentierte durch eine archäologisch wertvolle Photographie die steinerne Staumauer in der Nähe der Quelle. Er stellte fest, dass sich das Quellwasser zunächst in ein längliches Becken ergoss und anschließend in einen Graben am rechten Ufer des Wadi-Bettes. Weiter flussabwärts im Wadi Lejjun bemerkte er eine Grotte, die nach seiner Beschreibung zweifellos das 1980 durch Parkers Mannschaft wiederentdeckte Felsengrab am Südufer ist. Sein Bericht erwähnt auch den Qasr el-Lejjun, die bereits von früheren Reisenden bemerkte quadratisch gemauerte Plattform südwestlich des Legionslagers.
Das Kastell wurde während einer Forschungsreise im März 1897 auch von dem österreichischen Althistoriker Alfred von Domaszewski (1856–1927) und dem deutsch-amerikanischen Philologen Rudolf Ernst Brünnow (1858–1917) besucht. Zwei kürzere Visiten erfolgten 1895 und 1898. Dabei fand die bis dahin gründlichste und wissenschaftlichste Untersuchung und Beschreibung statt. Mittels detaillierter Zeichnungen und Photographien unterstrichen sie ihre Arbeitsergebnisse. Beide Forscher besuchten damals den römischen Limes und viele weitere antiken Stätten in der einstigen Provinz Arabia. Ihre Ergebnisse zum Legionslager wurden 1905 publiziert.
Im Oktober 1897 kam der Dominikaner und Biblische Archäologe Louis-Hugues Vincent (1872–1960) nach Lejjun. Unter anderem entdeckte er in der Flussschleife zwischen dem Legionslager und dem Kastell Khirbet el-Fityan die heute als frühbronzezeitliche Fundstätten bekannten Areale samt der dort teils noch aufrecht stehenden Menhir-Reihe. In einem nahen Steinbruch hatten bereits von Domaszewski und Brünnow noch dort liegen gebliebene Menhire entdeckt, die dafür sprechen, dass die eigentliche Menhir-Reihe vielleicht noch länger hätte werden sollen.
Kurz vor oder möglicherweise während des Ersten Weltkriegs wurde nahe dem Legionslager ein osmanischer Militärposten errichtet. Die dort stationierte Truppe sollte die Kommunikationslinie zwischen dem türkischen Gouverneur, der Garnison in Kerak und den Einsatzkräften schützen, die den Bahnhof der Hedschasbahn in el-Qatrana sicherte. Die Türken hatten die römischen Ruinen für den Bau ihrer Kaserne offenbar zwar sehr umfangreich geplündert und damit weiter zerstört, doch ließen sie sich allem Anschein nach nicht auch noch in den Resten des Legionslagers nieder. Bereits wenige Jahre nach ihrer Errichtung wurden die osmanischen Truppen mit ihrer Niederlage im Ersten Weltkrieg vertrieben und die Kaserne verfiel.
Im Mai und Juli 1933 war der amerikanische Biblische Archäologe Nelson Glueck (1900–1971) jeweils als Tagesbesucher in Lejjun. Er fokussierte sich hauptsächlich auf die bronzezeitlichen Befunde, datierte diese und veröffentlichte in seinem Bericht das erste Luftbild der Region.
Die letzte militärische Nutzung des Fundplatzes fand nach dem Sechstagekrieg ab 1967 statt. Damals wurde eine saudi-arabische Panzereinheit für mehrere Jahre in Lejjun stationiert. Ihre Panzerstellungen sind bis heute noch sichtbar. Wie ein Vergleich alter Luftaufnahmen der Royal Air Force mit denen aus den 1970er Jahren andeutet, scheint das Legionslager in diesem Fall jedoch von erheblichen Störungen verschont geblieben zu sein.
Jahrzehntelang hatte es nach den Untersuchungen durch von Domaszewski und Brünnow keine bedeutenden archäologischen Untersuchungen mehr auf dem Ruinengelände von Lejjun gegeben. Erst als Parker 1975 zum ersten Mal den Garnisonsort besuchte und mittels einer Feldbegehung Keramikscherben gesammelt hatte, kam erneut Bewegung in die Forschungen. Im Jahr 1976 war Parker mit dem Limes-Arabicus-Survey-Project erneut vor Ort und erfasste nun in einer wesentlich systematischeren Feldbegehung erneut Keramik. Ein weiterer Besuch fand 1979 statt – jetzt als Vorbereitung zu der von ihm geleiteten Langzeituntersuchung, dem Limes-Arabicus-Projekt. Dieses Projekt, das seinen Schwerpunkt auf den römischen Grenzverlauf in Zentraljordanien gelegt hatte, wurde von einer teils wechselnden Mannschaft aus Wissenschaftlern unterschiedlicher Disziplinen durchgeführt. Das Legionslager Betthorus und sein Umfeld wurden dabei zu einem zentralen Punkt der Forschungen in den Jahren 1980 bis 1985 sowie 1987 und 1989. Das Ergebnis des Gesamtprojekts wurde 2006 in einem zweibändigen Werk veröffentlicht.

## Baugeschichte

Das nordwestliche Areal des Legionslagers mit der Porta principalis sinistra, dem Militärbad, der Zisterne und Unterkunftsbauten. Berücksichtigt wird in der Abbildung nur die ältere, spätrömische Ausbauphase

Wie Parker feststellen konnte und es die Prähistorikerin Johanna Ritter-Burkert formulierte, wurde Betthorus „auf jungfräulichem Boden errichtet“. Diese Feststellung war für die Wissenschaft deswegen so wichtig, da hier zu Beginn der Untersuchungen ab 1980 einer der wenigen Fälle vorlag, in denen ein spätantikes Legionslager als Neubau entstanden war. Es war also weder ein älteres Lager umgebaut worden, wie es im Allgemeinen angetroffen wird, noch war es durch nachkastellzeitliche Überbauungen entstellt worden. Mit dem Legionslager von Betthorus lag den Archäologen zum damaligen Zeitpunkt somit der ungestörte Bauplan einer spätantiken Garnison vor. Es war aus diesen Gründen auch nicht mit komplexen Stratigraphien zu rechnen. Unter diesen zentralen Auswahlkriterien wurde Betthorus nach Palmyra zum bestuntersuchten Legionslager an der östlichen Reichsgrenze.
Die Gründung des Kastells während der Regierungszeit des Kaisers Diokletian (284–305) leitete Parker nicht nur aus dem Bauplan der Anlage ab, sondern insbesondere aus dem numismatischen Befund sowie der spätrömischen Keramik aus dem Bereich der Umfassungsmauer und weiteren Funden aus den Fundamentbereichen der Gebäude innerhalb des Kastells. Die Münzreihe beginnt, abgesehen von einem einzigen nabatäischen Stück, im letzten Viertel des dritten Jahrhunderts mit zwei Ausgaben des Kaisers Probus (276–282) und einer Prägung des Numerianus (283–284). Während der Untersuchungen des Limes-Arabicus-Projekts wurde etwa ein Dutzend Münzen von Diokletian und der Ersten Tetrarchie (284–305) aufgelesen. Die früheste genau datierbare Münze aus dieser Ära stammt aus den Jahren 284-286 n. Chr. Von besonderem Interesse ist eine Ausgabe von Diokletians Mitkaiser Maximianus (286–305), die im Fundament einer spätrömischen Baracke entdeckt wurde und in die Jahre um 304 bis 305 datiert. Dies legt nahe, dass das Legionslager relativ spät während der Regierungszeit Diokletians errichtet wurde – nach Parker vielleicht kurz nach 300 n. Chr.
Die Belegung des Lagers durch die Legio IV Martia, die laut Notitia Dignitatum im arabischen Betthorus stationiert war, lässt sich bis heute vor Ort noch nicht belegen. Im Stabsgebäude (Principia) fand sich als einzige Inschrift der Rest eines Dipinto in Rot auf weißem Wandputz gemalt. Dieser Putzrest haftete noch an einem Kalksteinblock, der durch das Erdbeben von 551 n. Chr. aus seinem ursprünglichen Zusammenhang gerissen worden war. Das Dipinto ist in lateinischer Sprache verfasst. Seine relativ sorgfältigen Buchstabenformen sind typisch für das dritte oder vierte Jahrhundert. Insgesamt blieben jedoch nur wenige Buchstaben der 0,02 Meter hohen Inschrift erhalten. Der während des Limes-Arabicus-Projekts für die Epigraphik zuständige Althistoriker Michael P. Speidel stellte folgende Lesart fest:
[…] arum

[…] t […]
Der zweite Inschriftenfund, der aus dem Militärbad stammte, bestand lediglich aus einem einzigen lateinischen Buchstaben, einem „A“ auf einem umgestürzten Steinblock.
Die Entwicklung der Fortifikation für die militärische Nutzung kann grob in zwei Bauphasen zwischen der Zeit um 300 n. Chr. bis 530 n. Chr. eingeteilt werden.
| Zeitstellung                           | Ereignisse |
| -------------------------------------- | --- |
| um 300 n. Chr. bis 19. Mai 363 n. Chr. | Die Ausgrabungen durch Parker ergaben, dass die inneren Strukturen des Kastells größtenteils auf einen Wiederaufbau zurückgehen, der nach einem großen Erdbeben am 19. Mai 363 n. Chr. stattfand. Die einzigen Bauten und Bauteile, von denen bekannt ist, dass sie auf den ursprünglichen Bau um 300 n. Chr. zurückgehen, sind die Umwehrung, die noch teilweise aus Kalkstein bestehenden Mauerzüge der nachträglich massiv umgebauten Principia, die später überbauten älteren Kalksteinbaracken, die Kalksteinmauerreste an den wahrscheinlich als Speicherbau (Horreum) anzusprechenden Strukturen sowie das ebenfalls aus Kalkstein errichtete Militärbad (Balnea). Das Gründungsdatum konnte durch numismatische und keramische Quellen spezifiziert werden. |
| 19. Mai 363 n. Chr. bis 530 n. Chr.    | Anstelle von Kalkstein kam nach einem umfangreichen Wiederaufbau des Kastellinneren und den baulichen Veränderungen jetzt Hornstein zum Einsatz. Die Truppenstärke wurde möglicherweise um bis zu 50 Prozent reduziert. Wohl im Jahre 530 wurde das Kastell von der Truppe aufgegeben. |
| 530 n. Chr. bis 9. Juli 551 n. Chr.    | Nach der Aufgabe des Kastells durch das Militär folgte noch eine kurze zivile Nachnutzungsphase. Bereits im frühen 6. Jahrhundert kam es jedoch schon zu einer starken Vernachlässigung der Fortifikation. An den Lagerstraßen sammelten sich große Mengen an Abfällen und Verstorbene wurden teils am Ort ihres Todes der Verwesung überlassen. Diese letzte Phase mündete offenbar in dem zerstörerischen Erdbeben vom 9. Juli 551 n. Chr. Die numismatischen Schlussmünzen datieren in die Regierungszeit des Kaisers Justinian I. (527–565). |
| 661 n. Chr. bis 750 n. Chr.            | Nach der islamischen Eroberung der Levante wurden die römischen Ruinen nur partiell, in sehr geringem Maße genutzt. Zumeist blieb die Quelle von Lejjun der hauptsächliche Anziehungspunkt für kurzfristige Lagerstätten der Nomaden. Lediglich zwei noch erhalten gebliebene Räume des 551 n. Chr. verstürzten nordwestlichen Eckturms wurden in der Umayyadenzeit zeitweilig wiederverwendet. |
| 1174 n. Chr. bis 1517 n. Chr.          | Auch während der ayyubidisch-mameluckischen Periode wurde im nordwestlichen Eckturm ein Raum in zeitlich begrenzter Weise genutzt. Zeitgleich konnte auch eine vorübergehende Nutzung der römischen Baureste des nördlichen Tors beobachtet werden. Im nordwestlichen Quadranten wurden spätantike Strukturen für eine im dreizehnten Jahrhundert betriebene Kalkbrennerei umgebaut. Im Bereich des Lagerdorfes (Vicus) fanden sich keine islamischen baulichen Nutzungsspuren. |
| Mittelalter bis Neuzeit                | Durch lokale Nomadenstämme und wohl auch durchreisende islamische Pilger kam es über Jahrhunderte hinweg zu invasiven Eingriffen auf das gesamte Ruinengelände, da dort deren Tote verscharrt wurden. |

### Standortwahl
Ein zentraler Punkt für die römischen Strategen war sicherlich die Quelle Ain Lejjun, der wichtigste natürliche Wasserlieferant in dieser Region. Quellen sind auf dem Kerak-Plateau relativ selten, was sich in der Tatsache widerspiegelt, dass die meisten Siedlungen bis ins späte zwanzigste Jahrhundert hinein in der Sommerzeit auf Zisternen und andere Speichermöglichkeiten angewiesen waren. Somit besaß die römische Armee in Lejjun ein effektives Mittel, um das lebensnotwendige Wasser als Schlüsselressource zu kontrollieren. Sie konnte es einerseits gesichert für die eigenen Soldaten und Tiere nutzen, andererseits im Umgang mit den lokalen Nomadenstämmen als Instrument der Grenzpolitik anbieten oder verweigern. Ein weiterer wichtiger Grund für die Standortwahl war die bereits erwähnte Lage an der östlichen 200-Millimeter-Regenfallgrenze und damit die Grenze für den Trockenfeldbau. Mit der Garnison von Betthorus konnten so die westlich gelegenen fruchtbaren Nutzflächen geschützt werden. Ähnliche Überlegungen hatte es von Seiten der Archäologen ebenso am Limes Tripolitanus gegeben. Auch hier wurde wie am Limes Arabicus durch ein tiefgestaffeltes System aus Kastellen und Militärposten offenbar versucht, die dahinterliegenden wertvollen Ländereien zu schützen und die den Quellen folgenden Wanderbewegungen der Händler, Einheimischen und Nomaden besser überwachen zu können. Nomaden sowie potentielle Feinde aus den Wüstengebieten konnten zudem daran gehindert werden, durch unerlaubte Grenzübertritte in die Konfrontation mit den für die Provinz wichtigen landwirtschaftlichen Produktionsstätten zu geraten, wie es die britische Provinzialrömische Archäologin Olwen Brogan (1900–1989) für römische Kontrollpunkte in Tripolitanien formulierte. Gleichzeitig demonstrierte ein festgebautes Legionslager auch Roms Macht weit über die Grenze hinaus. In Zusammenhang mit den Wanderbewegungen wird Betthorus auch als ein bedeutender Haltepunkt im römischen Grenzraum gesehen. Mutmaßlich führte von hier aus eine wichtige Ost-West-Route über Kerak und die dort nordsüdlich verlaufende Via Nova Traiana zum Toten Meer.
Auch das Tal und die Tallage des Kastells selber bot den Soldaten einige Vorteile. So gibt es im Tal einen gewissen Schutz vor den heftigen Winterwinden, die über das Kerak-Plateau fegen. Als Baumaterial standen Kalkstein, Hornstein und Basalt lokal an. Daneben gab es Ölschiefervorkommen, die für Gerätschaften und Schmuck genutzt werden konnten. Als Brennstoff und Baumaterial boten sich auch die im Wadi wachsenden Schilf-, Binsen- und Seggenbestände an. Die dünnen, aber reichhaltigen Lößböden waren für verschiedene Arten von Feldfrüchten geeignet, von denen einige aus der Quelle bewässert werden konnten. Das Wadi bot noch weitere zusätzliche Nahrungsquellen wie Fische und Süßwasserkrebse, die in Teichen gezüchtet wurden. Zudem zog die Quelle wahrscheinlich auch Wildtiere wie Gazellen und Wildhühner an. Spezifische Tonquellen wurden im Tal zwar nicht entdeckt, doch konnten sogenannte Keramikschlacken, Brennofenabfälle sowie enorme Mengen an Baukeramik und Töpferwaren innerhalb des Legionslagers festgestellt werden. Diese Funde deuten nach Parker darauf hin, dass lokale Tone für die Herstellung von Keramik zur Verfügung standen.

### Umwehrung
Das rechteckige, spätantike Legionslager Betthorus ist mit 20 Prozent um einiges kleiner als vergleichbare Lager des Prinzipats. Seine inneren Abmessungen umschließen eine Fläche von 237,76 Metern an der Nordflanke, 191,91 Metern an der Prätorialfront, 240,29 Metern an der Südflanke und 190,18 Metern an der Dekumanfront. Somit konnte ein Innenraum mit 4,567 Hektar genutzt werden. Die Prätorialfront folgt dem bekannten Schema des Pseudo-Hygin sowie der Aussage des Vegetius und ist feindwärts, nach Osten hin orientiert. Die architektonische Untersuchung ergab, dass die vier Ecken des Kastells nicht exakt rechtwinklig angelegt wurden, jedoch innerhalb von 2 Grad sehr nahe an einem echten rechten Winkel liegen. Zudem hält sich der Grundriss noch sehr nahe an das im Prinzipat unzählige Male genutzten Schema im „Spielkartenformat“.

#### Umfassungsmauer

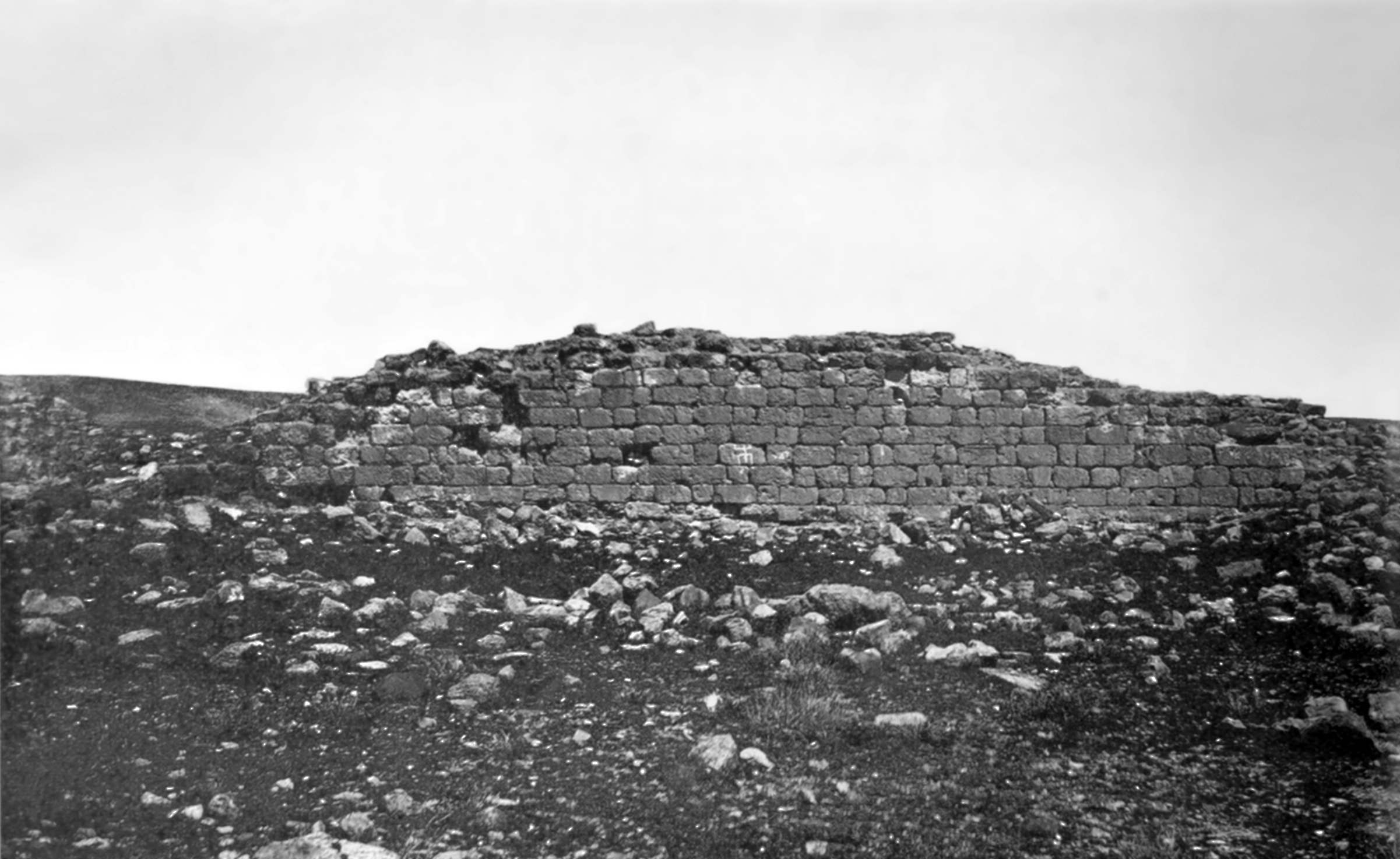
Die Innenseite der Umfassungsmauer östlich der Porta principalis sinistra im März 1897

Die Ausgrabungen haben gezeigt, dass alle Elemente der Umfassungsmauer zu Beginn des von Parker festgelegten Stratums VI, also ungefähr zwischen 284 und 324 n. Chr., in einem einzigen Bauabschnitt errichtet wurden. Die Umfassungsmauer gründet auf einem Fundament aus Schotter und Erde, für das ein rund 2,50 Meter breiter und rund 2,00 Meter tiefer Graben ausgehoben wurde. Das in seiner Breite leicht schwankende Aufgehende der Mauer, die im Durchschnitt rund 2,40 Meter stark ist, wurde in der für Kastelle bewährten zweischaligen Bauweise ausgeführt. Der zwischen den zwei Mauerschalen sitzende Kern besteht dabei aus Bruchsteinen. Für die drei untersten Lagen der Umfassungsmauer wurden grob zugerichtete Hornsteinblöcke mit dazwischengesetzten Bruchsteinen verlegt. Die oberen Schichten bestanden aus behauenem und vermörteltem Schichtenmauerwerk aus Kalkstein. Die Umfassungsmauer war breit genug ausgelegt, um neben einer zinnenbekränzten Brüstung auch einen Wehrgang zu tragen. Da sich die Wehrmauer jedoch an keiner Stelle in ihrer vollen Höhe erhalten hat, ist ihre ursprüngliche Höhe unbekannt. Der Mediterranist Bert de Vries (1939–2021), ein Mitarbeiter des Limes-Arabicus-Projekts, der für die architektonischen Belange zuständig war, schätzte die ursprüngliche Höhe bis zum Wehrgang auf sechs Meter, wobei diese Angabe die Höhe der Brüstung noch nicht vorsah. Der Wehrgang konnte möglicherweise von den in die Umfassungsmauer integrierten Türmen oder über in die Mauer eingelassene steinerne Treppen erstiegen werden. Je eine dieser Treppen war neben dem rechten und linken Seitenportal der Porta principalis sinistra erhalten geblieben. Mutmaßlich kamen noch weitere Treppen zum Einsatz, die vom Boden aus zwischen den Türmen nach oben führten.

#### U-förmige Türme
Das Kastell besitzt insgesamt zwanzig U-förmige Türme, die mit der Umfassungsmauer eine bauliche Einheit bilden. Von diesen Türmen fungieren im Norden und Süden je vier und im Osten und Westen je zwei als Zwischentürme. Die restlichen acht Türme gehören zu den vier Torbauten. Die U-förmigen Türme sind durchschnittlich rund 9,30 Meter breit und springen rund 11 Meter aus dem Verband der Wehrmauer hervor. Die Zwischentürme besitzen von der Mittellinie eines jeden Turms gemessen einen Abstand von rund 35 Metern. Je ein Torbau sitzt mittig in jeder Seite der Fortifikation und wird von je zwei Tortürmen flankiert. Die Tortürme der Porta principalis sinistra und der Porta principalis dextra sind jeweils rund 22 Meter voneinander entfernt, die der Porta praetoria und der Porta decumana rund 28 bis 29 Meter. Die U-förmigen Türme waren mindestens zwei, möglicherweise auch drei Stockwerke hoch. Der Zugang zu den Türmen befand sich im Erdgeschoss, das zweite Stockwerk wurde nach De Vries wahrscheinlich nur vom Wehrgang aus erreicht. Der ungarische Archäologe Endre Tóth vermutete 2009 die Herkunft der erstmals im 3. Jahrhundert n. Chr. an Kastellen beobachteten U-förmigen Türme in den Balkanprovinzen Mösien und Skytien.

#### Ecktürme

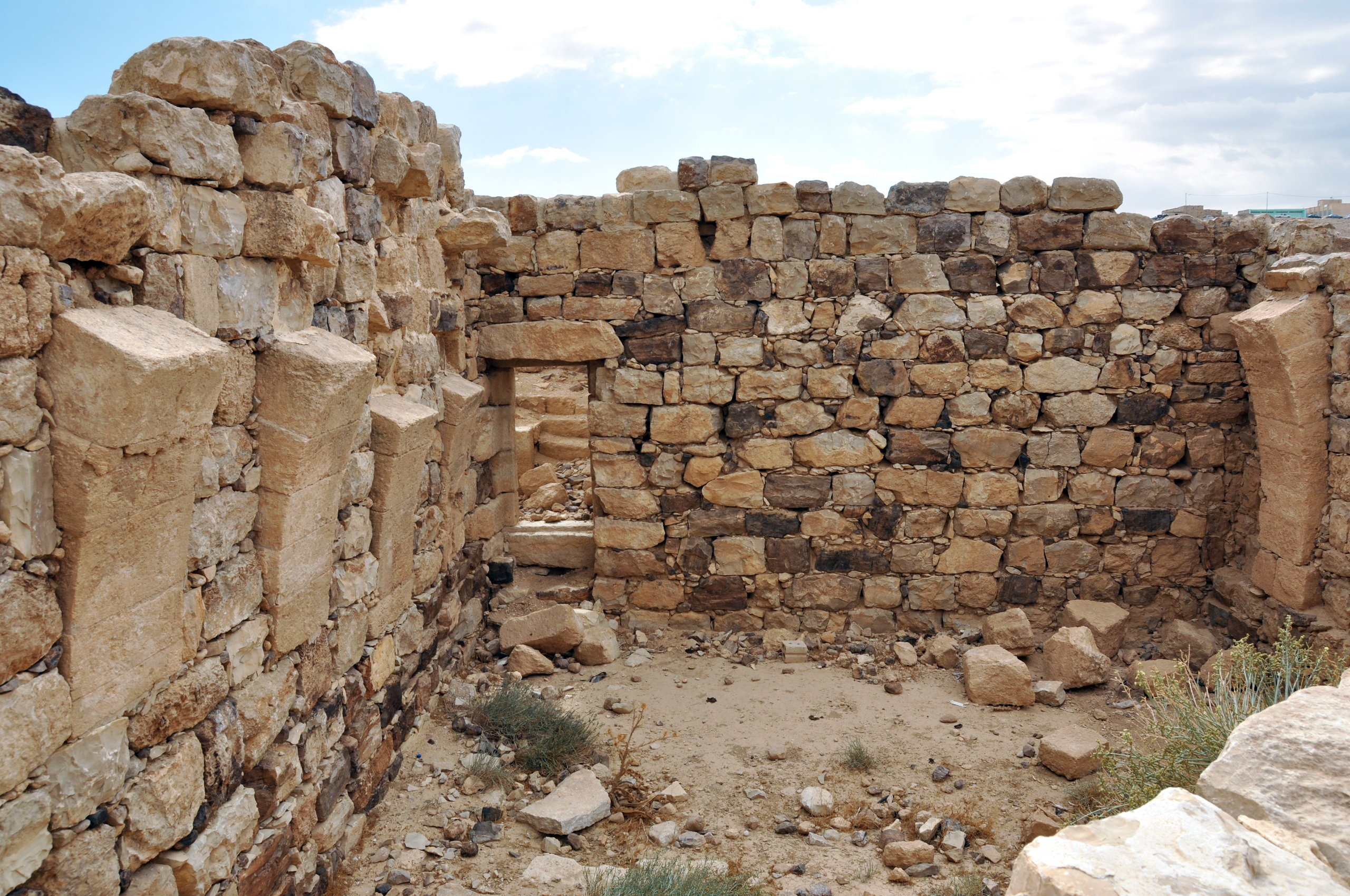
Im nordwestlichen Eckturm (Zustand 2009)

In jeder der vier Ecken des Kastells befindet sich ein mächtiger, nach außen hin halbkreisförmiger Eckturm mit einem Durchmesser von rund 21,30 Metern, der bastionsartig ausgebaut ist. Die einst vermutlich dreigeschossigen Türme waren wie die U-förmigen Türme baulich mit der Umfassungsmauer als Einheit errichtet worden. Sie konnten vom Kastellinneren aus durch einen ebenerdigen Eingang betreten werden, der in einen Korridor führte. Von dort aus ließen sich drei Räumen im Erdgeschoss erschließen. Der Korridor mündete vor einer Treppe, die sich um einen zentralen rechteckigen Pfeiler hinaufschlängelte. Es wird angenommen, dass die Türme als Plattformen für die Artillerie dienten. In der Tat fanden sich während Parkers Forschungen auch drei Geschossbolzen für Ballisten innerhalb der Festung.

#### Tore

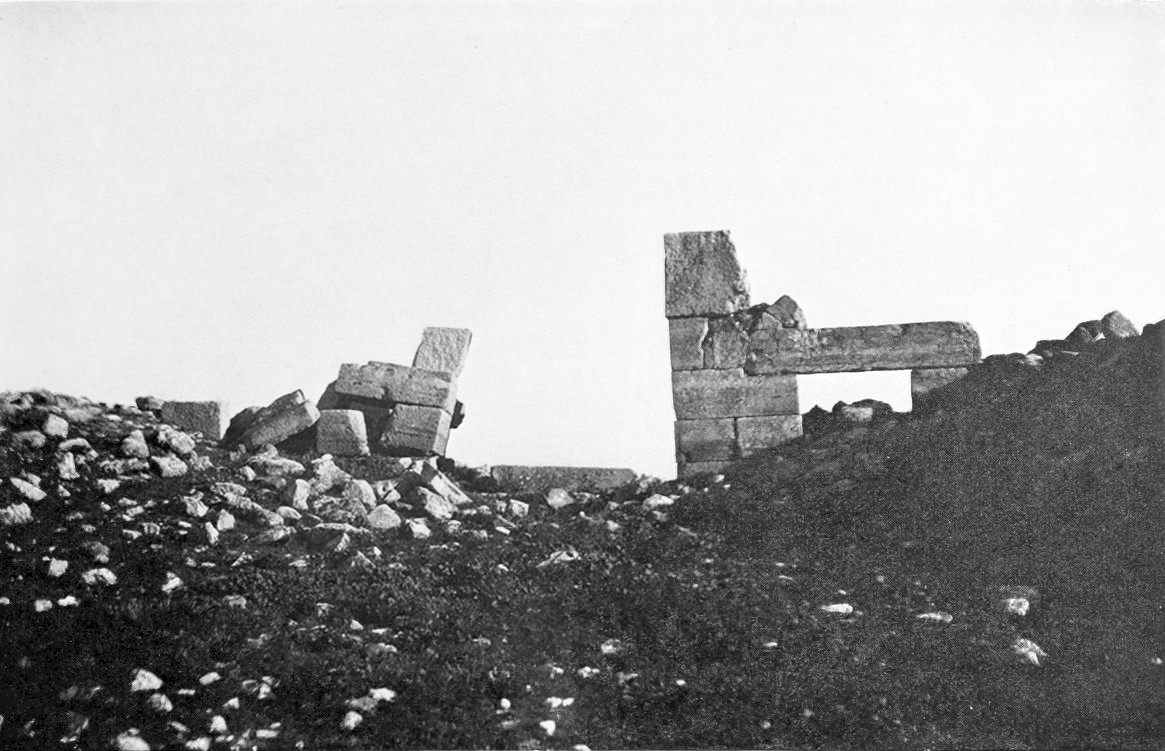
Die Porta Principalis sinistra von außen im März 1897

Plan der Porta Principalis sinistra nach der partiellen Freilegung durch das Limes-Arabicus-Projekt

Das östlich gelegene Hauptportal des Kastells, die Porta praetoria sowie die seitliche Porta principalis sinistra wurden neben ihrem großen zentralen Hauptportal von zwei schmäleren Durchlässen flankiert. Die Porta principalis dextra und die rückwärtige Porta decumana waren lediglich durch eine einspurige Zufahrt begehbar. Der Grund für den Ausbau eines Dreifachtores an der Nordseite lag möglicherweise daran, dass dort die Quelle am nächsten lag. Die Tore waren aus monolithischen, fossilhaltigen Kalksteinblöcken erbaut worden. Die Porta principalis sinistra wurde durch Mitarbeiter des Limes-Arabicus-Projekts vollständig ausgegraben. Es stellte sich heraus, dass die Tortüren aus Holz gewesen sind und nach innen schwenkbar waren und innerhalb des Tores ein Steinpflaster bestand. Zudem wurden die bereits erwähnten Treppen im Torhaus untersucht.

### Innenbebauung
Die Grabungen unter Parker ergaben, dass es sich bei allen Mannschaftsbaracken, die aus Hornstein errichtet worden sind, um Gebäude handelt, die erst nach dem großen Erdbeben errichtet wurden, das im Mai 363 n. Chr. stattfand. Unter den Fundamenten der im Bereich des Vorderlagers (Praetentura) und des Mittelstreifens (Latera praetorii) freigelegten Hornsteinbauten befanden sich die Reste der ursprünglichen Gebäude, die dem Stratum VI und damit der Gründungsphase des Kastells angehört haben, bei denen Kalkstein als Baumaterial genutzt worden war.
Die britische Klassische Archäologin Shelagh Gregory stellte einige Ähnlichkeiten bei den Innenmaßen der Legionslager Lejjun, Udruḥ und Palmyra fest, so beispielsweise den Abstand zwischen den Portae praetoriae und den Rückwänden der Stabsgebäude. Dies lässt auf eine gewisse Standardisierung dieser vermutlich zeitgleichen Fundplätze schließen. Bemerkenswert ist ein Vergleich der Innenbebauung von Betthorus im Vergleich zu anderen Legionslagern, wie sie der deutsche Provinzialrömische Archäologe Harald von Petrikovits (1911–2010) beschrieben hat. Dabei wird deutlich, dass wesentliche Gebäude einer normalen legionstypischen Infrastruktur in Betthorus fehlen. So konnte weder das Wohnhaus des Kommandanten (Praetorium) noch das vom legionseigenen Sanitätsdienst betreute Militärkrankenhaus (Valetudinarium) aufgedeckt werden. Zur standardisierten Ausstattung im Rahmen der umfangreichen hygienischen Maßnahmen gehörte auch eine ausreichende Anzahl von Latrinen für die Mannschaften. Auch von diesen fanden sich keinerlei Spuren. Parker nahm an, dass einige dieser Bauten vielleicht im ursprünglichen Bauplan des Kastells vorhanden waren, dann jedoch, nach dem ersten Erdbeben, aufgegeben und eingeebnet wurden, andere möglicherweise im Bereich des Vicus gelegen haben. Der Archäologe überlegte, ob das scheinbare Fehlen dieser wichtigen Strukturen den Niedergang widerspiegelte, den die Legionen in der späten Kaiserzeit erlebten.

#### Straßen
Die innere Aufteilung des Legionslagers folgt konzeptionell ebenfalls den Vorgaben des Pseudo-Hygin und wird von zwei Hauptstraßen dominiert, die von drei Toren ausgehen. Sie bilden in der Mittel der Anlage, dem Locus Gromae, vor dem Hauptzugang zum Stabsgebäude, eine T-Kreuzung. Eine der drei Straßen, die Via praetoria, beginnt an der Porta praetoria im Osten, teilt den Bereich der Praetentura, und erstreckt sich bis zu den Principia. Dort trifft sie rechtwinkelig auf die Via principalis. Diese Straße wiederum verbindet das Südtor, die Porta principalis dextra, mit dem Nordtor, der Porta principalis sinistra. Eine weitere Straße, die zum klassischen Bauschema des Prinzipats gehörte, ist die Via decumana. Sie führte von der Rückseite der Principia durch das Hinterlager (Retentura) zum Westtor, der Porta decumana. Da in diesem Bereich keine Ausgrabungen durch Parker stattfanden, stufte der Archäologe die tatsächliche Existenz dieser Straße als nicht sicher ein. Auch die Existenz einer Lagerringstraße (Via sagularis), die unmittelbar entlang der Umfassungsmauer das gesamte Lagerinnere umschloss, scheint nach Parker fraglich zu sein, da mehrere größere Gebäude, die unmittelbar an die Wehrmauer anschlossen, weit in den Innenraum der Fortifikation ragten. So der Speicherbau in der Südwestecke und das Militärbad im Bereich der Praetentura an der nördlichen Mauerinnenseite.
Die Via praetoria, als breiteste Straße innerhalb des Legionslagers, war auf ihren beiden Längsseiten mit einem Arkadenportikus versehen. Ob sich ein solcher Portikus auch entlang der schmäleren Via principalis erstreckte, ist ungewiss. Es gibt mehrere Nachweise für entsprechend ausgestattete Kastelle. So wurde beispielsweise das in der Spätantike umgebaute mittelkaiserzeitliche Donaukastell Campona mit einem entsprechenden Portikus ausgestattet.

#### Praetentura
Die östliche Hälfte des Legionslagers war vorrangig mit länglich-rechteckigen Mannschaftsbaracken belegt, die größtenteils aus Hornstein errichtet worden waren und nach 363 n. Chr. errichtet worden sind. Vor Parkers Ausgrabungen waren noch Reste von vier großen Unterkunftsbauten in der Praetentura sichtbar, drei Blöcke südlich der Via praetoria und einer im Norden. Die Untersuchungen ergaben, dass die einzelnen Unterkünfte einer Stubengemeinschaft (Contubernium) in den Baracken im Gegensatz zu den meisten des Prinzipats nicht aus zwei Räumen, sondern lediglich aus einem Raum bestanden. Zudem orientierten sich die Baracken nicht mit ihrer Stirnseite zur Lagerhauptstraße hin, sondern waren mit ihren Längsseiten daran ausgerichtet. Einen weiteren Unterschied stellten die mittig durch die Längsseiten der Baracken gezogenen zentralen Steinmauern dar, durch die jeder der Barackenblöcke in seiner Mitte geteilt wurden. Beidseitig dieser Mauer gliederten sich die einzelnen Stuben der Contubernia. Jede der Baracken bestand aus acht oder neun Mannschaftsräumen auf jeder Seite ihrer Mittelmauer. In der Praetentura war so in einer Linie von Westen nach Osten Platz für zwei Baracken, die durch einen schmalen Durchgang voneinander getrennt waren. Gesonderte Kopfbauten an den Baracken für die Wohnungen der Offiziere, wie in der Zeit des Prinzipats, waren nicht vorhanden. In dem am besten erforschten südöstlichen Viertel der Praetentura befanden sich insgesamt sechs der länglichen Unterkunftsbauten mit je zwei Paaren in Westostausrichtung. Zwischen diesen Paaren befanden sich an deren Längsseiten unterschiedlich breite Straßenzüge parallel zur Via praetoria. An den schmalseitigen Enden einiger Baracken hatten sich die Reste von Treppenhäusern erhalten, die einen Zugang auf die Dächer oder vielleicht sogar in ein bisher nicht nachweisbares erstes Stockwerk ermöglichten. Die Stubendecken der einzelnen Soldatenunterkünfte waren mit parallel hintereinandergesetzten Kalksteinbögen überwölbt, über denen eine Abdeckung aus länglichen Basaltplatten lag.
Im nordöstlichen Quadranten der Praetentura befand sich vor Parkers Ausgrabungen das sogenannte „leere Viertel“, da es bis auf zwei Hornsteinbaracken entlang der Via principalis weitgehend frei von sichtbaren architektonischen Überresten war. Bei den anschließenden Untersuchungen konnten hier jedoch die parallel angeordneten Fundamente von acht rechteckigen Kalkstein-Barackenblöcken aus der Gründungsphase des Kastells ermittelt werden, die zu je zwei Paaren gegliedert mit ihren Längsseiten ähnlich wie im südöstlichen Quadranten ostwestlich orientiert waren. Parker rekonstruierte mit dieser Erkenntnis die ursprüngliche Belegung der gesamten Praetentura mit insgesamt 16 Kalksteinbarackenblöcken zu je zwei Paaren. Diese Paare waren lediglich durch schmale Zwischengänge voneinander getrennt, während die dazwischenliegenden Lagerstraßen von Norden nach Süden und von Osten nach Westen wesentlich breiter waren. Das Resümee der Forschungen ergab damit, dass nach dem Erdbeben von 363 alle ursprünglichen Mannschaftsbaracken in der Praetentura bis auf die Grundmauern abgerissen wurden und durch die bis heute sichtbaren vier Barackenblöcke aus Hornstein ersetzt wurden. Warum der nordöstliche Quadrant nach 363 n. Chr. weitgehend unbebaut blieb, ist unbekannt.

Das Militärbad nach den Grabungen des Limes-Arabicus-Projekts

Einbauten im nordöstlichen Quadranten, die in die Zeit nach 363 n. Chr. datieren, bezeugen Tierknochen, die auf eine Schaf- und Ziegenzucht hinweisen. Dieser für ein „normales“ Legionslager ungewöhnliche Fakt wird auch durch andere zeitlich passende Hinweise verstärkt, die eine Vermischung ziviler und militärischer Funde in den Kastellmauern belegen.
Nördlich des „leeren Viertels“ befindet sich unmittelbar an der Innenseite der nördlichen Umfassungsmauer und östlich der Porta principalis sinistra das 9,70 × 23,00 Meter große Militärbad. Der ursprünglich aus Kalkstein errichtete Bau besaß mindestens fünf Räumen und wurde unmittelbar nach der Errichtung der Umfassungsmauer, das heißt um 300 n. Chr., erbaut. Dieses Bad gehört damit zum ursprünglichen Konzept des Legionslagers und wurde später durch Umbauten und Reparaturen nach dem Erdbeben von 363 n. Chr. verändert. Das Praefurnium, der Schürofen, konnte während der Grabungen durch Parker nicht entdeckt werden, die Archäologen vermuteten jedoch die Lage als eine der Möglichkeiten in der Nähe des mutmaßlich als Caldarium (Warmbad) bezeichneten Raums E.

#### Principia
Im Zentrum des Legionslagers, dem Locus Gromae befand sich ein rechteckiger monumentaler Torbau, ein Tetrapylon, der in die Front der Principia eingebunden war. Dieser Torbau, der in einem wesentlich besseren Zustand unter anderem auch von dem teilrekonstruierten Pendant im numidischen Legionslager Lambaesis bekannt ist, besaß in Betthorus je drei Portale auf jeder seiner vier Seiten. Ein besonders großes mittleres Zentralportal wurde dabei von zwei kleineren Seitenportalen flankiert. Die nördlichen und südlichen Flanken des Bauwerks öffneten sich zur Via principalis hin, die östliche Fassade überragte die Via praetoria, und die Zugänge in der westlichen Rückwand dienten als Haupteingang in die Principia. Das Tetrapylon war architektonisch aufwändig gestaltet und mit Viertel- und Halbsäulen geschmückt, die einst Kapitelle im nabatäischen Stil trugen. Die Ausgrabungen unter Parker haben gezeigt, dass die Eingangshalle ein primäres Merkmal des Stabsgebäudes war und von Anfang an zum Planungskonzept dieses Baukörpers gehört hat. Die eigentlichen Principia bildeten ein Rechteck mit einer Größe von 63 × 52,50 Metern und bestanden neben dem Tetrapylon aus drei weiteren Hauptelementen. Dazu gehört der rund 38 × 38 Meter große rechteckige zentrale Innenhof, der von einer Arkade aus Pfeilern und Bögen umgeben war. An der nördlichen und südlichen Flanke des Innenhofs befanden sich einzelne Räume, die über den Hof erschlossen wurden. Von den vier Räumen im Norden konnte der östlichste als Küche identifiziert werden. Die anderen drei Räume müssen in Analogie zu anderen Principia als Waffenlager (Armamentaria) oder für andere deponierbare Materialien gedient haben.
Die Arkade im Innenhof trennte diesen auch von dem rückwärtig abschließenden Gebäuderiegel mit seiner großen Querhalle, die als weiteres bauliches Hauptelement zu zählen ist. Wie unter anderem eine Inschrift aus dem britischen Kastell Regulbium bezeugt, wurde diese Halle Basilica genannt. Die Basilica wurde an ihrer westlichen Rückseite von einer aus Verwaltungsbüros (Officia) bestehenden Raumflucht abgeschossen, in deren Mitte das rechteckige, 9,20 × 10,30 Meter große Fahnenheiligtum (Aedes principiorum) lag – das vierte Hauptelement des Stabsgebäudes. Das Fahnenheiligtum von Betthorus schloss an seiner westlichen Rückwand bündig mit der rückwärtigen Fassade der Principia ab. Über dem 3,10 Meter breiten Eingang zum Fahnenheiligtums wölbte sich offensichtlich ein Bogen aus Kalksteinquadern. Die Schwelle im Eingangsbereich bestand aus einem Kalksteinmonolithen, auf dem sich Beschlagspuren erhalten hatten, die darauf hindeuteten, dass einst ein schwenkbares Eisentor den Zugang beschränkte. Die Archäologen konnten bei ihrer Ausgrabung 1980 vier Bohrungen an den beiden Enden der Schwelle feststellen, die wohl zu senkrechten Gitterstäben gehört haben, durch die das eigentliche eiserne Zugangstor begrenzt wurde. In allen acht Bohrungen selbst war noch das Blei erhalten geblieben, das die Stümpfe von eisernen Stangen hielt. Weitere Vertiefungen in den seitlichen Flächen des Eingangsbereiches deuten darauf hin, dass das Tor zum Heiligtum auch durch waagrechte Eisenstäbe gesichert wurde, wodurch sich ein Gitter rekonstruieren lässt. Da das Fahnenheiligtum traditionell sowohl die Truppenkasse als auch die Standarten der Truppe beherbergte, standen wohl regelmäßig Wachposten vor diesem Eingang. Die Analyse der Keramik aus der Aedes principiorum ergab einen relativ hohen Anteil an Lampenscherben. Etwa 20 Prozent aller diagnostizierten Scherben aus diesem Raum gehörten zu Lampen. Diese Lampen, zu denen sowohl spätrömische als auch byzantinische Typen gehörten, waren über den ganzen Raum verteilt. Dies deutete nach Parker darauf hin, dass das Fahnenheiligtum von Lampen beleuchtet wurde.

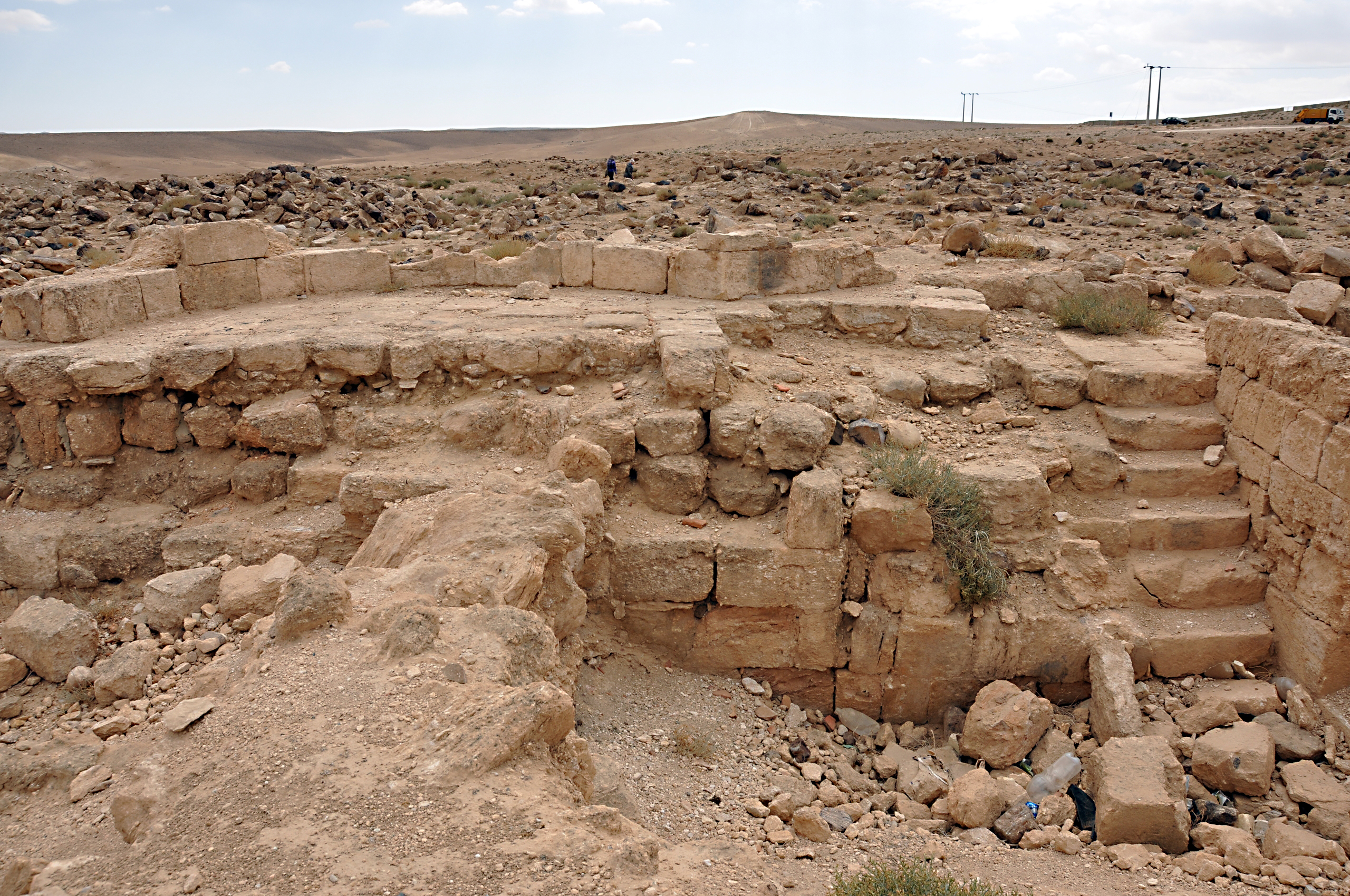
Blick nach Süden auf die südlichen apsidial ausgeformten Tribunalia in der rückwärtigen Querhalle des Stabsgebäudes (ZustanDie Querhalle konnte neben dem Zugang über den Innenhof auch über drei Nebeneingänge betreten werden. Je einer befand sich im Norden und Süden der Principia, der dritte lag an der Rückseite des Stabsgebäudes und führte über einen drei Meter breiten und 11 Meter langen Durchgang südlich des Fahnenheiligtums in die Basilica. An beiden Schmalseiten der Querhalle befanden sich erhöhte Podien (Tribunalia), die über Treppenaufgänge vom Boden der Basilika aus erreichbar waren. Vor den Treppen zu einem der Podien fand sich auch das einzige bereits weiter oben besprochene Textfragment aus den Principia. Die Tribunalia von Betthorus besaßen eine apsidiale Ausformung, die sich zur zentralen Längsachse der Basilica hin orientierten. Wie der Schweizer Provinzialrömische Archäologe Rudolf Fellmann (1925–2013) 1958 bemerkte, nahmen die Tribunalia in den Legionslagern oft die Form einer Apsis an. Durch dieses architektonische Element wurden die Person des Redners eingerahmt und hervorgehoben und damit seine Auctoritas aufgewertet. Wie von Petrikovits 1975 darlegte, leiteten sich die militärische Tribunalia von den zu Gerichtszwecken genutzten Gegenstücken in den zivilen Basiliken ab. Die auffallende Ähnlichkeit der Querhalle mit den städtischen Basiliken macht deutlich, dass hier viele verwaltungstechnische, zeremonielle, religiöse und juristische Zusammenkünfte stattgefunden haben könnten. Aufgrund fehlender Zeugnisse lässt sich zu den einzelnen Funktionen dieses Bautraktes jedoch nichts Näheres sagen. Parkers Ausgrabungen ergaben, dass die ursprünglichen Principia in ihrer Gesamtheit in die Gründungszeit des Legionslagers um 300 n. Chr. datiert werden können, obwohl sie nach dem Erdbeben von 363 n. Chr. erheblich umgebaut wurden. Insgesamt ergab der Aufbau des Stabsgebäudes noch große Ähnlichkeiten mit entsprechenden Bauten des Prinzipats.
d 2009)

Die scheinbar im späten vierten Jahrhundert eingebrachten neueren Bauteile des Stabsgebäudes lassen sich an dem größtenteils veränderten Baumaterial aus Hornstein erkennen. In mehreren Fällen konnte Parker und seine Mitarbeiter feststellen, dass diese Hornsteinmauern direkt auf den älteren Kalksteinmauern errichtet wurden.

#### Latera praetorii
Im Mittelstreifen des Kastells, den Latera praetorii, auf denen sich auch die Principia befinden, konnte südlich des Stabsgebäudes eine weitere Gruppe von Baracken aus Hornstein ermittelt werden. Diese Bauten sind denen in der Praetentura recht ähnlich, bestehen aber aus weniger Räumen – hier sind es nur sechs Räume auf jeder Seite der Mittelwand. Auch diese Bauten stammen aus der Zeit nach dem Erdbeben von 363 n. Chr. Parker konnte unter diesen Baracken ebenfalls geringe Reste der ursprünglichen Kalksteinbebauung beobachten. Dies deutet darauf hin, dass auch südlich der Principia ursprünglich weitere Baracken des Stratums VI existiert haben könnten. Gleiches gilt für den Mittelstreifen nördlich der Principia. Auch hier blieben unter den neueren Baustrukturen aus Hornstein umfangreiche Mauerfundamente aus Kalkstein erhalten, die dem Stratum VI, also der Gründungszeit des Legionslagers, angehört haben. Die unzureichende Freilegung dieser älteren Fundamente ließ Parker jedoch keinen eindeutigen Spielraum für Interpretationen an diesem Befund. In anderen römischen Legionslagern befand sich in den Latera praetorii zumeist das Praetorium, das in der Spätantike teils residenzartige Ausmaße annahm. Dies sind Gebäudestrukturen, die in dem nach 363 n. Chr. wiederaufgebauten Legionslager Betthorus auffällig fehlen. Vielleicht sind die Reste des ursprünglichen Praetoriums in den unzureichend freigelegten Bauresten des Stratums VI zu suchen. Eine andere Möglichkeit wäre, dass sich auch nördlich des Stabsgebäudes bereits in der Gründungsphase Mannschaftsbaracken befunden haben.
Die nördliche Hälfte der Via principalis wird abweichend von der Südhälfte beidseitig von einer bis zur Porta principalis sinistra reichenden Raumflucht gesäumt. Zehn hintereinander geschaltete Räume säumen die westliche Straßenseite, acht Räume liegen auf deren östlicher Seite. Die einzelnen Zimmer in den beiden Fluchten besitzen dieselbe Größe wie die der Baracken. Trotz der Ausgrabung von drei Räumen im westlichen Bereich, konnte deren Funktion nicht bestimmt werden. Aufgrund der Abmessungen ist eine Nutzung als Soldatenstube jedoch durchaus möglich.
Gleichfalls nördlich der Principia, unmittelbar südwestlich der Porta principalis sinistra, befindet sich ein rechteckiges Gebäude mit einer halbrunden Apsis an seinem östlichen Ende. Wie von Parker erwartet, ergaben die Ausgrabungen, dass es sich dabei um eine Kirche handelt, die erst sehr spät, um 500 n. Chr., errichtet wurde. Das dreischiffige Gotteshaus besaß einen basilikalen Grundriss und bestand aus einem Narthex an seinem westlichen Ende, dem durch Säulen von den Seitenschiffen getrennten Mittelschiff, der Apsis und einer Sakristei an der Nordostecke.

#### Retentura
Ein rund 27,50 × 25,66 Meter großes, rechteckiges Bauwerk in der Südwestecke der westlichen Ringmauer wurde durch von Domaszewski als Horreum identifiziert. Die von Parker geführte Ausgrabung dieser Struktur lieferte architektonische Hinweise, die eine solche Interpretation stützen könnten. Das Gebäude befindet sich auf der höchsten Erhebung innerhalb des Legionslagers. Seine Kalksteinmauern stoßen unmittelbar an die Umfassungsmauer an, als ob sie mit ihr verbunden sind. Obwohl der heutige Bau später als die Umfassungsmauer datiert, scheint das nach dem Erdbeben von 363 n. Chr. fast unverändert wiederaufgebaute Gebäude mit dem Vorgängerbau an gleicher Stelle ein Teil des ursprünglichen Bauprogramms gewesen zu sein. Das Gebäude wurde durch ein Tor an der Ostseite betreten und war im Inneren in drei lange parallele Kammern unterteilt.
Im nordwestlichen Quadranten der Retentura befand sich eine kreisförmige Vertiefung, die scheinbar isoliert von anderen Strukturen war. Die Untersuchungen von Parker ergaben eine tiefe, mit Steinen ausgekleidete Anlage, die frühere Kalksteinstrukturen aus dem Stratum VI schnitt. Offenbar handelte es sich um ein Reservoir, das dem Stratum VA, also der Zeit um 363 bis 400, zuzuordnen ist. In der nachkastellzeitlichen Ära, während der ayyubidisch-mameluckischen Periode, wurde der Bau zu einem Kalkofen umgebaut, um das Steinmaterial der römischen Ruinen auszubeuten. Eine mit Steinen verfüllte Vertiefung an der östlichen Ringmauer südlich der Porta praetoria könnte eine weitere Zisterne oder ein Reservoir gewesen sein.

## Vicus

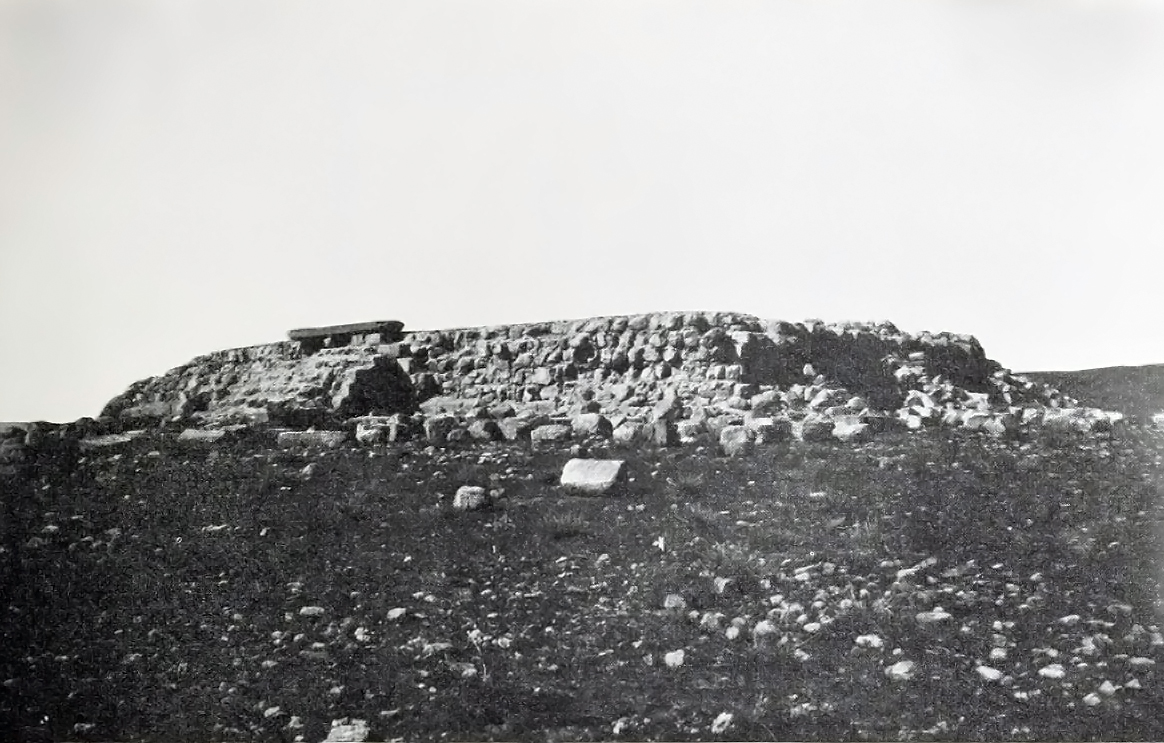
Die von osmanischen Soldaten später vollständig zerstörte große Plattform von Nordosten mit der obersten Treppenstufe in situ (März 1897)

Das zum Legionslager gehörende ausgedehnte Lagerdorf wird wie üblich die Familien der Soldaten, Veteranen, Reisende und Kaufleute, die verschiedene Dienstleistungen anboten, beherbergt haben. In der ersten Hälfte des 20. Jahrhunderts sind bedeutende Überreste, die frühe Wissenschaftler noch gesehen und beschrieben haben, von den Türken radikal zerstört worden. So gab es auf dem Hügel südwestlich der Festung, auf dem sich heute die osmanischen Kasernenruine befindet, einst mehrere Strukturen. Darunter auch die einzigartige, von einigen Besuchern im 19. Jahrhundert beschriebene und photographierte große gemauerte Plattform, die als „Altar“ bezeichnet wurde. Als Glueck 1934 eintraf, war dieses Bauwerk vollständig verschwunden. Von Domaszewski und Brünnow vermaßen die 3,50 Meter hohe quadratische Plattform, die im Inneren möglicherweise durch Gewölbe getragen wurde, mit 21,66 × 21,00 Metern. Das Bauwerk orientierte mit seinen vie Flanken genau an den Haupthimmelsrichtungen. Im Osten und Westen führte je eine mittig eingefügte Freitreppe auf die Plattform. Die östlichen Stufen wurden an ihrem Fuß mit 3,80 Metern und an ihrem oberen Ende mit 3,00 Metern eingemessen, die Treppenanlage selbst, die möglicherweise Treppenwangen besaß, war 4,20 Meter lang. Glueck verwies darauf, dass in Museitiba eine sehr ähnliche Struktur existierte.
Im Jahre 1897 hat Vincent nahe dem „Altar“ noch die Überreste eines weiteren Bauwerks angetroffen, das möglicherweise eine Kirche gewesen sein könnte.
Ein größeres, rund 35 × 28 Meter umfassendes Gebäude wurde von Parker unmittelbar westlich des Legionslagers ergraben und als Rasthaus Mansio erkannt. Der Grundriss bestand aus einem zentralen Innenhof, der von mehreren Räumen umgeben war. Das Gebäude entstand etwa zur gleichen Zeit wie das Kastell, wurde durch das Erdbeben von 363 n. Chr. zerstört und anschließend nie wieder errichtet. Spuren eines weiteren, kleineren Gebäudes konnten zwischen Mansio und der westlichen Umfassungsmauer der Garnison festgestellt. Der umfangreichste Teil des Lagerdorfs lag südöstlich der Fortifikation. Dort blieben Reste mehrerer großer Strukturen sichtbar erhalten. Das südlichste dieser Bauwerke erwies sich bei der Ausgrabung als ein Podiumstempel klassischer römischer Bauart. Das Heiligtum war von einem Temenos aus Arkaden umgeben. Auch dieser Bau entstand mit dem Kastell um 300 n. Chr., erfuhr aber nach Parkers Untersuchungen nur eine geringfügige Nutzung, bevor auch er aufgegeben wurde. Auch das große, rund 62 × 47 Meter umfassende Bauwerk im nördlichsten Bereich des Lagerdorfs wurde von Parker ergraben. Es ergab sich ein großer Innenhof, an den sich außer im Osten Raumfluchten gliederten. Die Archäologen mutmaßten ohne sicher zu sein, dass dieser Bau als Forum und Markt gedient haben könnte. Allem Anschein nach endete bei diesem Gebäude parallel zur Mansio und dem Tempel mit dem Erdbeben von 363 die letzte Nutzungsphase. Lediglich Steinraub ließ sich noch nachweisen.
Die vielleicht wichtigste Erkenntnis aus den Grabungen innerhalb des Vicus war für Parker, dass alle drei ergrabenen Großbauten bis zum späten vierten Jahrhundert aufgegeben wurden. Diese Aufgabe der extramuralen Strukturen korrespondiert mit der offensichtlich starken Reduzierung der Mannschaftsstärke innerhalb der Garnison. Dieser Prozess ließ nun vermutlich genügend Platz, damit sich auch innerhalb der Kastellmauern die Familien der Soldaten und andere lokale Zivilisten niederlassen konnten.

## Erdhügel
Am Nordufer des Wadi Lejjun befindet sich eine Reihe von Erdhügeln. Bai allen wurde an der Oberfläche römische und byzantinische Keramik aufgelesen. Dies deutete darauf hin, hier die Überreste antiker Strukturen zu mutmaßen – möglicherweise zeitgleich zur Belegung der Garnison. Als Parker 1982 hier den Spaten ansetzte und einen Hügel freilegen ließ, konnten als Befund jedoch nur zwei grob gesetzte Mauerzüge erfasst werden. Da keinerlei Fundgut zu Tage kam, ist eine genauere Datierung unmöglich und auch der Ursprung und Sinn dieser Hügel bleibt unbekannt.

## Gräberfelder
Zu der antiken Siedlung gehörte auch mindestens ein Gräberfeld. Dessen Lage, das mit der Garnison zusammenfällt, bleibt rätselhaft. Zwei Felsengräber wurden in Wādi Lejjun identifiziert. Beide bestanden aus einer zentralen Kammer, die sich in mehrere Seitenkammern öffnete. Dort war in die Böden jeweils ein Loculusgrab eingeschnitten worden. Beide Gräber wurden jedoch vor ihrer modernen Umnutzung als Stallungen vollständig ausgeräumt. Mindestens drei in den Fels gehauene Schachtgräber bestanden auf einem Hügel südöstlich der Festung. Doch beide waren, als sie ausgegraben wurden, bereits von Beduinen zerstört und für eigene Bestattungen umgenutzt worden. Viele Bestattungen haben sicherlich auch entlang der Ausfallstraßen von Kastell und Vicus existiert. Sie waren jedoch schon der modernen intensiven Landwirtschaft zum Opfer gefallen, als die archäologischen Untersuchungen in Lejjun unter Parker begannen.

## Spätantiker vorderer Limesverlauf zwischen dem Legionslager Betthorus und dem Rujm el-Faridiyyeh
| Anzahl | Zeitstellung                 | Bemerkung                  |
| ------ | ---------------------------- | -------------------------- |
| 107    | eisenzeitlich II             | ca. 900–539 v. Chr.        |
| 6      | frührömisch-nabatäisch       | ca. 63 v. Chr.–135 n. Chr. |
| 6      | spätrömisch-frühbyzantinisch | ca. 135–502                |
| 1      | modern                       |                            |

| Anzahl | Zeitstellung                 | Bemerkung                  |
| ------ | ---------------------------- | -------------------------- |
| 22     | eisenzeitlich                | ca. 1200–539 v. Chr.       |
| 43     | frührömisch-nabatäisch       | ca. 63 v. Chr.–135 n. Chr. |
| 10     | spätrömisch-frühbyzantinisch | ca. 135–502                |
| 11     | unbestimmt                   |                            |